# Лазарева, Дина Наумовна
Дина Наумовна Ла́зарева (11 сентября 1922, Миасс — 11 сентября 2019, Уфа) — фармаколог, доктор медицинских наук (1962), профессор (1963). Почётный академик АН РБ (1995). Заслуженный деятель науки РФ (1995), БАССР (1964). Лауреат Государственной премии Российской Федерации (1992).

## Биография
Дина Наумовна Лазарева родилась 11 сентября 1922 года в городе Миассе Златоустовского уезда Челябинской области. Отец, Наум Григорьевич Лазарев, юрист еврейского происхождения, был владельцем камнетёсной фабрики в Сатке, членом земства в Уфе. После революции Наум Григорьевич, как инженер-экономист, работает членом Президиума Башкирского центрального Совета народного хозяйства.
В детстве училась рисованию у Юлия Юльевича Блюменталя, работавшего директором Уфимского художественного музея. Дома у них бывал Касим Девлеткильдеев — основоположник изобразительного искусства Башкирии.
Училась вначале в Харьковском, а затем в Башкирском медицинском институте. Окончила его в 1942 году с отличием и поступила в аспирантуру при кафедре фармакологии, возглавляемой профессором Исаем Абрамовичем Лерманом, работала преподавателем.
В 1946 году защитила кандидатскую диссертацию на тему «К токсикологии бензина из башкирских нефтей».
С 1951 года — доцент кафедры, с 1955 по 1990 год заведовала кафедрой фармакологии Башкирского медицинского института.
В 1961 году защитила докторскую диссертацию на тему: «Реакция сердечно-сосудистой системы животных на некоторые лекарственные препараты при патологических состояниях (сенсибилизации, паратифозной инфекции и лучевой болезни)» и стала доктором наук.
С 1954 года заведующая кафедрой фармакологии, а с 1961 года — проректор по научной работе института.
Область научных интересов: токсикология и патологическая фармакология, иммунофармакология, изучение лекарственных растений РБ.
Установила зависимость между целебной силой растения и условиями его произрастания, издала книги «Лекарственные растения Башкирии», «Целебные растения и их применение», монографию «Действие лекарственных веществ при патологических состояниях».
Входила в правление Российского научного общества фармакологов и редакционного совета журнала «Экспериментальная и клиническая фармакология».

## Семья
- муж — Плечев, Вячеслав Георгиевич (1923—1998), полковник медицинской службы, главный врач многопрофильной больницы № 2 г. Уфы
- сын — Плечев, Владимир Вячеславович (род. 1949), доктор медицинских наук, профессор БашГМУ
- дочь — Моругова, Татьяна Вячеславовна, доктор медицинских наук, профессор

## Награды и звания
Награждена медалью Н. П. Кравкова «За выдающийся вклад в развитие фармакологической науки». Она является заслуженным деятелем науки Российской Федерации и Башкирской АССР, отличником здравоохранения Республики Башкортостан.
Лауреат Государственной премии РФ (1992) — за полный синтез эйкозаноидов, разработку новых высокоэффективных простагландиновых препаратов. Награждена орденом Дружбы народов (1986).

## Труды
Автор более 350 научных работ, включая 15 монографий, имеет 120 авторских свидетельства на изобретения.
- Дикорастущие лекарственные растения Башкирии. Уфа, 1973 (соавт.);
- Стимуляторы иммунитета. М., 1983; (соавт.).
- Действие лекарственных средств при патологических состояниях. М., 1990.
- Лазарева Д. Н. Действие лекарственных средств при патологических состояниях. — Москва: Медицина, 1990. — 222 с.
- Лазарева Д. Н., Кучеров Е. В. Целебные растения и их применение. — Уфа, 1993.- 287 с.
- Лазарева Д. Н. Профилактика гнойно-септических осложнений в хирургии. — Москва, 2003. — 318 с.
- Лазарева Д. Н., Алехин Е. К., Плечев В. В., Тимербулатов В. М., Плечева Д. В. Иммурег. — Уфа, 2004. — 106 с.
- Алехин Е. К., Лазарева Д. Н. Проблема фармакологической стимуляции иммунитета // Экспериментальная и клиническая фармакология. — 1994. — № 4. — С. 3-6.